# Alistair Taylor
Alistair Taylor (21 de junio de 1935 – 9 de junio de 2004) fue el asistente personal del mánager de The Beatles, Brian Epstein, y posteriormente ostentó el cargo de director general de Apple Corps. Taylor acompañó a Epstein cuando este vio actuar por primera vez a The Beatles en el Cavern Club de Liverpool la tarde del 9 de noviembre de 1961. Fue conocido por los miembros de la banda como "Mr. Fixit", por su capacidad para arreglar problemas o idear rutas de escape para sortear a los fanes.

## Biografía
Nació en Runcorn (Inglaterra) el 21 de junio de 1935. Tras servir durante un tiempo en la Royal Air Force, se instaló en Liverpool donde ejerció diversos trabajos antes de conocer a Brian Epstein, que lo contrató en un primer momento como vendedor en su tienda, North End Music Stores (NEMS) para pasar, poco tiempo después, a desempeñarse como su asistente personal. Después de que un cliente llamado Raymond Jones pidiese el sencillo "My Bonnie" de Tony Sheridan con el acompañamiento musical de The Beatles, Epstein decidió ir al Cavern Club a ver a la banda acompañado por Taylor. Más tarde, Taylor afirmó haber inventado el nombre de Raymond Jones y haber realizado un pedido de "My Bonnie" para la tienda principal de NEMS. Brian Epstein quedó gratamente impresionado por la actuación y unas semanas más tarde, el 10 de diciembre de 1961, se ofreció al grupo como mánager. Cuando The Beatles firmaron un contrato por cinco años con Epstein, Alistair Taylor firmó como testigo.
En 1962 Alistair Taylor dejó NEMS para trabajar durante un tiempo en Pye Records en Londres, pero regresó al año siguiente junto a Brian Epstein y The Beatles. Los miembros de la banda lo apodaron "Mr. Fixit" por su capacidad para encontrar soluciones a sus necesidades. Sus tareas variaron desde tareas simples, como comprarles cigarrillos o contratar limusinas, hasta idear métodos de escape para evitar a los fanes después de los conciertos. Fue responsable de resolver los problemas de derechos de autor relacionados con el uso de fotografías de celebridades por parte del grupo en la portada que Peter Blake creó para Sgt. Pepper's Lonely Hearts Club Band.
Poco después de la muerte de Brian Epstein en agosto de 1967, Taylor abandonó NEMS junto con Peter Brown y Terry Doran, pasando a trabajar directamente para The Beatles. John Lennon le ofreció el puesto de director general de Apple Corps. En abril de 1968, Taylor apareció en un anuncio impreso para promocionar Apple y atraer a nuevos artistas a su sello discográfico y editorial. Diseñado por McCartney, la imagen mostraba a Taylor disfrazado de hombre orquesta con un encabezado que decía: "Este hombre tiene talento ...", y texto debajo que decía: "¡Este hombre ahora es dueño de un Bentley!" El anuncio fue publicado en New Musical Express y Rolling Stone, y obtuvo miles de respuestas. También se le puede escuchar al comienzo del tema experimental "Revolution 9", pidiendo disculpas al productor George Martin por no llevar una botella de vino. Sin embargo, la empresa sufría problemas económicos y Taylor fue despedido junto con otros miembros del personal en mayo de 1969, tras de la llegada del contable Allen Klein.
Tras su despido, Taylor trabajó brevemente para el empresario musical Dick James, promoviendo los dos primeros álbumes de Elton John. En 1973 se retiró y se trasladó a vivir al campo, donde escribió varios libros basados en su experiencia profesional con The Beatles. También participó asiduamente en convenciones sobre la banda. En 1998 apareció en el documental de la BBC, The Brian Epstein Story.
Alistair Taylor falleció en Chesterfield, Derbyshire el 9 de junio de 2004, tras sufrir una enfermedad bronquial.